# 中華民国とベトナム共和国の関係
中華民国とベトナム共和国の関係とは、中華民国とベトナム共和国（南ベトナム）の関係を指す。1955年から1975年まで、南ベトナム政権の崩壊まで、両国は公式の外交関係があった。

## 歴史
ベトナム共和国（南ベトナム）がベトナム民主共和国（北ベトナム）によってベトナム社会主義共和国（現在のベトナム）として統一されるまで、中華民国と南ベトナムは共通の反共主義的立場をとっていたため、南ベトナムの初代大統領ゴ・ディン・ジエムの下、中華民国と南ベトナムの関係は、中華民国と他の東南アジア諸国との関係に比べて非常に緊密だった。
1955年10月、中華民国はベトナム共和国を承認した。12月17日、両国は外交関係を樹立し、使節を交換した。サイゴンの中華民国総領事館は公使館に変更され、元総領事であった蒋恩鎧が公使館の臨時代理公使に就任した。1956年、袁子健公使が着任した。
1957年、両国は公使館を大使館に昇格した 。
1960年1月10日、ゴ・ディン・ジエムは訪台し、蔣介石総統と会談した。1963年3月4日から9日まで、陳誠副総統が南ベトナムを訪問し、ゴ・ディン・ジエム大統領とグエン副大統領と会談した。1965年8月15日、ベトナム共和国のグエン・カオ・キ首相、トラン・ヴァン・ドゥ外務大臣、グエン・ヨウグ国防相が台湾を訪問し、16日には蔣介石と接見、台湾と南ベトナムの反共協力の強化について話し合った。18日に共同コミュニケを発出した。1969年5月30日、グエン・バン・チューは初めて台湾を訪問し、蔣介石と会った。3回目の会談で、共産主義者の侵略に共同で対処するための共同コミュニケを発出した。
グエン・バン・チューが1971年に大統領に選出された後、中華民国副総統の厳家淦は、彼の就任式に出席するためにサイゴンを訪問した。 同年10月、当時南北両ベトナムは国連加盟国ではなかったため、中国代表権問題の「アルバニア決議」について意見を表明することができなかった。1973年、グエン・バン・チューは再び中華民国を訪問した。
1975年4月21日、グエン・バン・チューが大統領を辞任した後、彼は4月26日に元駐中華民国大使のチャン・チェン・キエムと一緒にベトナム共和国の特使および元首相として台北を訪問した。台北訪問という名目だが、実際には彼は台湾に亡命していた。当時、台湾にはかなりの数の南ベトナム人学生が滞在していた。中華民国政府はベトナム戦争に参加するために軍隊を直接派遣しなかったが、南ベトナムにかなりの程度の経済的および政治的支援を提供した。そのため、サイゴンの中華民国大使館も華僑を装ったベトコンに襲われた。1964年から1972年まで駐南ベトナム中華民国大使は蔣介石の親しい仲間である胡璉が務め、一方で駐中華民国南ベトナム大使はグエン・バン・チューの弟が務めた。大使館が閉鎖されるまでグエン・ヴァン・キエウ（阮文矯）は大使を務めた。台北とサイゴンの両首都は姉妹都市になった。1975年3月末、ダナンの中華民国領事館は急いで閉鎖され、人員は陸、海、空でサイゴンに避難した。南ベトナム政府の敗北に伴い、在ベトナム共和国中華民国大使館も4月上旬に非必須要員の避難を開始し、26日には正式に旗を降ろして閉鎖した。各種領事業務も停止された。大使と残りの人員は、チャイナエアラインによって運営されサイゴン国際空港（現・タンソンニャット国際空港）から深夜に離陸した最後の民間航空機に搭乗して避難し、事実上両国の協力は終わった。 30日、南ベトナム政府の解散に伴い、20年近くの外交関係が正式に終了し、外交部も玄関先の友好国の旗を撤去した。 南ベトナム政府軍の指揮と支配の崩壊に伴い、メコンデルタの最後の抵抗勢力も5月2日にベトコンに降伏した。外交部は亡命中の最後の大使グエン・ヴァン・キエウと前大統領グエン・バン・チューと協議した後、台湾では3日が最後の大使館営業日となり、寧波西街の南ベトナム大使館が5月5日にようやく閉鎖した。グエン・ヴァン・キエウ大使は、グエン・バン・チューが英国に到着した後も台湾に滞在し、後に米国へ渡った。サイゴン陥落が1975年4月30日に起こったとき、松山空港で立ち往生した南ベトナム航空の航空機は、チャイナエアライン草創期における航空機の第一陣となった。